# 杜奎三
杜奎三（1913年—2003年5月30日），京劇琴師、教育工作者，師承徐蘭沅。
他的大弟子姜鳳山長期給梅蘭芳伴奏，在王少卿改拉京劇胡琴（京胡）后，在梅劇團拉京劇二胡（京二胡），王少卿故去后，姜鳳山成為梅蘭芳生前最后1位琴師。
中華人民共和國成立后，杜奎三在中國戲曲學校（現在的中國戲曲學院和中國戲曲學院附中）教京劇音樂藝術。